# Ной Адамия
Ной Петрович Ада́мия (на грузински: ნოე ადამია) (21 декември 1917 – 3 юли 1942) е съветски снайперист от грузински произход, участник във Втората световна война и Герой на Съветския съюз. Участва в Обсадата на Севастопол и лично обучава около 80 снайпериста. По време на битката са му приписани към 200 убити немски войници и 2 унищожени танка.

## Довоенни години
Роден е на 21 декември 1917 г. в селско семейство в грузинското село Матхонджи. Завършва средното си образование в Тбилиси. След това Адамия се присъединява към морската пехота на Съветския съюз през 1938 г. и служи в брегова охрана като противовъздушен стрелец. През 1940 г. той завършва Военноморското училище в Одеса и става командир на взвод.

## Битка за Севастопол
Служейки на фронта от 1941 г., Адамия решава да стане снайперист по своя воля и през 1942 г., заради внушителната му ефективност с пушката, той е произведен в инструктор и са му поверени над 70 морски пехотинци от 7-а морска бригада за обучаване като снайперисти. Самият той усвоява стрелбата самостоятелно и участва в най-опасните зони на военните действия. След два месеца войниците му са готови за сражение. В хода на военните действия, Адамия убива към 200 противника и разбива 2 вражески танка. На 21 юни 1942 г., заедно с още 11 пехотинеца, Адамия е обграден от немски войски. Под негово командване, групата води ожесточен бой, убивайки над 100 противника и измъквайки се от обкръжението.

### Снайперистка тактика
От декември 1941 г. Адамия е пионер към снайперисткото движение в Севастопол. Първоначално негови основно мишени са укрепени позиции, но скоро той почва да ловува активно с бронебойна ПТРС-41 и Мосин-Наган за небронирани мишени. Той се учил да изчислява обсега, наблюдавал и усвоявал ефекта на влажността на въздуха, влиянието на вятъра и други аспекти на стрелбата от голямо разстояние. Един ден той забелязва немски войници на около 600 m, които бягат около укрепената си позиция за да се сгреят. За два часа той убива шестима противника. На следващия ден той взема самун хляб и малко вода и убива 16. През следващите дни продължава да стреля, като убива по 14 – 15 на ден. От тази позиция на засада, той убива общо 48 немски войници. Един от способите му бил да следи кога врага отива по нужда в храстите, превръщайки се в лесна мишена.

### Смърт
Адамия умира един ден преди Севастопол да попадне в ръцете на немците, на 4 юли 1942 г. Той е един от 60-те хиляди съветски защитници на града, които не са евакуирани. На 3 юли Ной Адамия е убит в района на Гасфорт до залива Камишевая. Погребан е в Севастопол, заедно с още 86 войници от 7-а морска бригада.

## Отличия
За неговото изключително представяне и кураж в борбата срещу нацизма и действията от юни 1942 г. Президиумът на Върховния съвет на СССР посмъртно награждава Ной Адамия с титлата Герой на Съветския съюз, Орден Ленин и Медал за смелост на 24 юли 1942 г.
Улица в Сухуми, Абхазия е наименувана на героя.